# Gabriel Dharmoo
Gabriel Dharmoo est un musicien, compositeur, improvisateur et interprète (voix). Originaire de la région de Québec, il est né en 1981 d'une mère québécoise et d'un père caribéen d'origine indienne. Compositeur de musique nouvelle, son langage musical est inspiré des musiques traditionnelles, particulièrement de la musique carnatique. Il est aussi influencé par ses intérêts en linguistique et en ethnomusicologie. Comme improvisateur et chanteur, il participe à plusieurs projets, en plus d'avoir présenté son spectacle Anthologies imaginaires à travers le Canada, aux Pays-Bas, en Allemagne, au Royaume-Uni, en Australie, aux États-Unis et en Norvège,.

## Formation
Introduit à la musique par l'étude du violoncelle, il a complété un baccalauréat en composition à la Faculté de musique de l'Université Laval, dans la classe d'Éric Morin. Il a ensuite obtenu deux prix avec grande distinction à la suite de ses études en composition et en analyse au Conservatoire de musique de Montréal, dans la classe de Serge Provost. Lors de séjours en Inde en 2008 et 2011, il a fait des recherches sur la musique carnatique auprès de maîtres à Chennai. Il s'est perfectionné avec les vocalistes Phil Minton et Ute Wassermann, avec le spécialiste du yodel et du chant diphone Christian Zehnder ainsi qu'avec le beatboxer Shlomo,. Il complète un doctorat à l'Université Concordia, sous la direction de Sandeep Bhagwati, Noah Drew et David Howes,.

## Carrière
Gabriel Dharmoo a travaillé avec plusieurs ensembles, dont  l'Orchestre Métropolitain, le Quatuor Bozzini, la Société de musique contemporaine du Québec, l'Ensemble contemporain de Montréal, et Neue Vocalsolisten Stuttgart (de). Il a remporté six Prix des jeunes compositeurs de la Fondation SOCAN, le Prix d'Europe de composition Fernand-Lindsay en 2011, le prix Prix Jan V. Matejcek de la SOCAN en 2016 ainsi que le Prix Robert-Fleming du Conseil des Arts du Canada. Il a gagné le Prix Jules-Léger du Conseil des Arts du Canada pour son œuvre Wanmansho en 2017. Son opéra À chaque ventre son monstre, interprété par l'Ensemble Paramirabo, Elizabeth Lima, Sarah Albu et lui-même, a remporté le Prix Opus Création de l'année 2017-2018.